# Colón (Urugwaj)
Colón – miasto w Urugwaju, w departamencie Lavalleja.